# Wydział Nauk Medycznych i Nauk o Zdrowiu Uniwersytetu w Siedlcach
Wydział Nauk Medycznych i Nauk o Zdrowiu Uniwersytetu w Siedlcach – jeden z 5 wydziałów Uniwersytetu w Siedlcach.

## Kierunki kształcenia
Dostępne kierunki:  
- Dietetyka (studia I i II stopnia)
- Pielęgniarstwo (studia I i II stopnia)
- Kosmetologia (studia I stopnia)
- Ratownictwo medyczne (studia I stopnia)
- Turystyka i Rekreacja (studia I i II stopnia)
- Kierunek lekarski (studia jednolite magisterskie)

## Struktura organizacyjna
| Jednostka                       | Kierownik                                 |
| ------------------------------- | ----------------------------------------- |
| Instytut Nauk o Zdrowiu         | dr hab. inż. Elżbieta Krzęcio-Nieczyporuk |
| Poradnia Dietetyczno-Żywieniowa | mgr inż. Milena Kobylińska                |
| Centrum Symulacji Medycznych    | dr hab. Piotr Konrad Leszczyński          |